# Gara Orșova
Gara Orșova este o gară care deservește municipiul Orșova, județul Mehedinți, Oltenia, România.